# 多鱗鰜鮃
多鱗鰜鮃為輻鰭魚綱鰈形目鰈亞目鮃科的其中一種，為熱帶海水魚，分布於西印度洋Saya de Malha Bank海域，棲息深度134公尺，棲息在底層水域，以底棲生物為食，生活習性不明。